# Mizuo Peck
 (avril 2019).
Si vous disposez d'ouvrages ou d'articles de référence ou si vous connaissez des sites web de qualité traitant du thème abordé ici, merci de compléter l'article en donnant les références utiles à sa vérifiabilité et en les liant à la section « Notes et références ».
Mizuo Peck est une actrice américaine née à New York le 18 août 1977. Elle est connue grâce au rôle de Sacagawea dans la série de films La Nuit au musée.

## Biographie
D'origine anglaise, japonaise, irlandaise et cherokee, Mizuo Peck naît à New York. Elle entame sa carrière de comédienne à l'âge de 11 ans. Elle est diplômée de La Guardia High School of Performing Arts, puis passe une licence de théâtre au conservatoire de Suny Purchase et joue au théâtre dans des films publicitaires, à la télévision et au cinéma. 
La jeune femme pose pour le photographe Bruce Weber pour la couverture de Vogue Hommes et participe à des clips (video) musicaux.
En 2000, elle débute véritablement sa carrière dans le téléfilm Nicht Heulen, Husky, suivi par des apparitions dans les séries télévisées New York, section criminelle, La Force du destin et  Witchblade et dans le film La Loi des armes.
Mais c'est en 2006 qu'elle connaît un début de notoriété en incarnant Sacagawea dans le film La Nuit au musée, de Shawn Levy, partageant l'affiche avec Ben Stiller et Robin Williams. Elle participe aussi aux suites du film : La Nuit au musée 2, sorti en 2009, et La Nuit au musée 3, sorti en 2014.

## Filmographie

### Cinéma
- 2001 : La Loi des armes (Scenes of the Crime), de Dominique Forma : Sharon
- 2006 : La Nuit au musée (Night at the Museum), de Shawn Levy : Sacagawea
- 2008 : Magritte Moment, de Ian Fischer : Karen
- 2008 : Naked: A Guy's Musical, de Jonathan Baker : Wife
- 2008 : Peace of Mind, de Nathan Crooker : Angelina
- 2009 : La Nuit au musée 2 (Night at the Museum : Battle of the Smithsonian), de Shawn Levy : Sacagawea
- 2014 : La Nuit au musée 3 (Night at the Museum : Secret of the Tomb) de Shawn Levy : Sacagawea

### Télévision
- 2000 : Nicht heulen, Husky (TV), de Tomy Wigand : Maggie
- 2002 : Witchblade (série télévisée) : Mija Woo (1 épisode)
- 2003 : La Force du destin (All My Children) (série télévisée) :Tia (1 épisode)
- 2006 : New York, section criminelle (Law & Order: Criminal Intent) (série télévisée) : Sheila (1 épisode)